# Consonne occlusive palatale sourde
La consonne occlusive palatale sourde est un son consonantique utilisé dans certaines langues parlées. Le symbole dans l’alphabet phonétique international est [c]. Ce symbole représente un c.

## Caractéristiques
Voici les caractéristiques de la consonne occlusive palatale sourde :
- Son mode d'articulation est occlusif, ce qui signifie qu'elle est produite en obstruant l’air du chenal vocal.
- Son point d'articulation est dit palatal, ce qui signifie qu'elle est articulée avec le milieu ou l'arrière de la langue contre le palais rigide.
- Sa phonation est sourde, ce qui signifie qu'elle est produite sans la vibration des cordes vocales.
- C'est une consonne orale, ce qui signifie que l'air ne s’échappe que par la bouche.
- C'est une consonne centrale, ce qui signifie qu’elle est produite en laissant l'air passer au-dessus du milieu de la langue, plutôt que par les côtés.
- Son mécanisme de courant d'air est égressif pulmonaire, ce qui signifie qu'elle est articulée en poussant l'air par les poumons et à travers le chenal vocatoire, plutôt que par la glotte ou la bouche.

## En français
Le français standard ne possède pas le [c]. On retrouve néanmoins ce son comme allophone de [k] devant les voyelles antérieures (i, y, e, ø, ɛ et œ) ou comme allophone de [t] devant le son [i].

## Dans les autres langues
Le corse retranscrit cette consonne par la lettre chj, comme dans machja (maquis) ou ochju (« œil »). C'est également le cas de certains dialectes toscans.
L'italien peut utiliser le [c] pour retranscrire [kj], par exemple dans les mots chiesa et chiodo.
En grec moderne, la lettre kappa (capitale Κ, minuscule κ) devant [e] ou [i] se prononce [c]
Le hongrois prononce cette consonne qu'il retranscrit ty.
Dans une partie du nord-occitan (notamment en auvergnat), [k] devant [y] ou [i] passe à [c] : cubrir, aquí (la consonne [c] n'y est pas un phonème distinct, mais un allophone de [k]).
Dans plusieurs dialectes bretons, et notamment le vannetais, il représente la réalisation usuelle de [k] devant les voyelles antérieures (e, i, u).
Le turc prononce cette consonne avec k où il y a voyelles antérieures e, i, ö et ü comme dans köprü et Üsküdar.
La consonne existe en macédonien standard ainsi que dans plusieurs dialectes de cette langue. Elle est notée Ќ et ќ en alphabet cyrillique macédonien et transcrite Ḱ, ḱ ou Kj, kj en alphabet latin.